# Сыс (река)
Сыс или Сысью (устар. Сысь-Ю) — река в России, течет по территории Усть-Куломского района Республики Коми. Устье реки находится в 2 км по левому берегу реки Кукъю на высоте 125 м над уровнем моря. Длина реки составляет 61 км.
В 20 км от устья, по левому берегу реки впадает река Сысьвож.

## Данные водного реестра
По данным государственного водного реестра России относится к Двинско-Печорскому бассейновому округу, водохозяйственный участок реки — Вычегда от истока до города Сыктывкар, речной подбассейн реки — Вычегда. Речной бассейн реки — Северная Двина.
Код объекта в государственном водном реестре — 03020200112103000014770.